# Gonçal Mayos Solsona

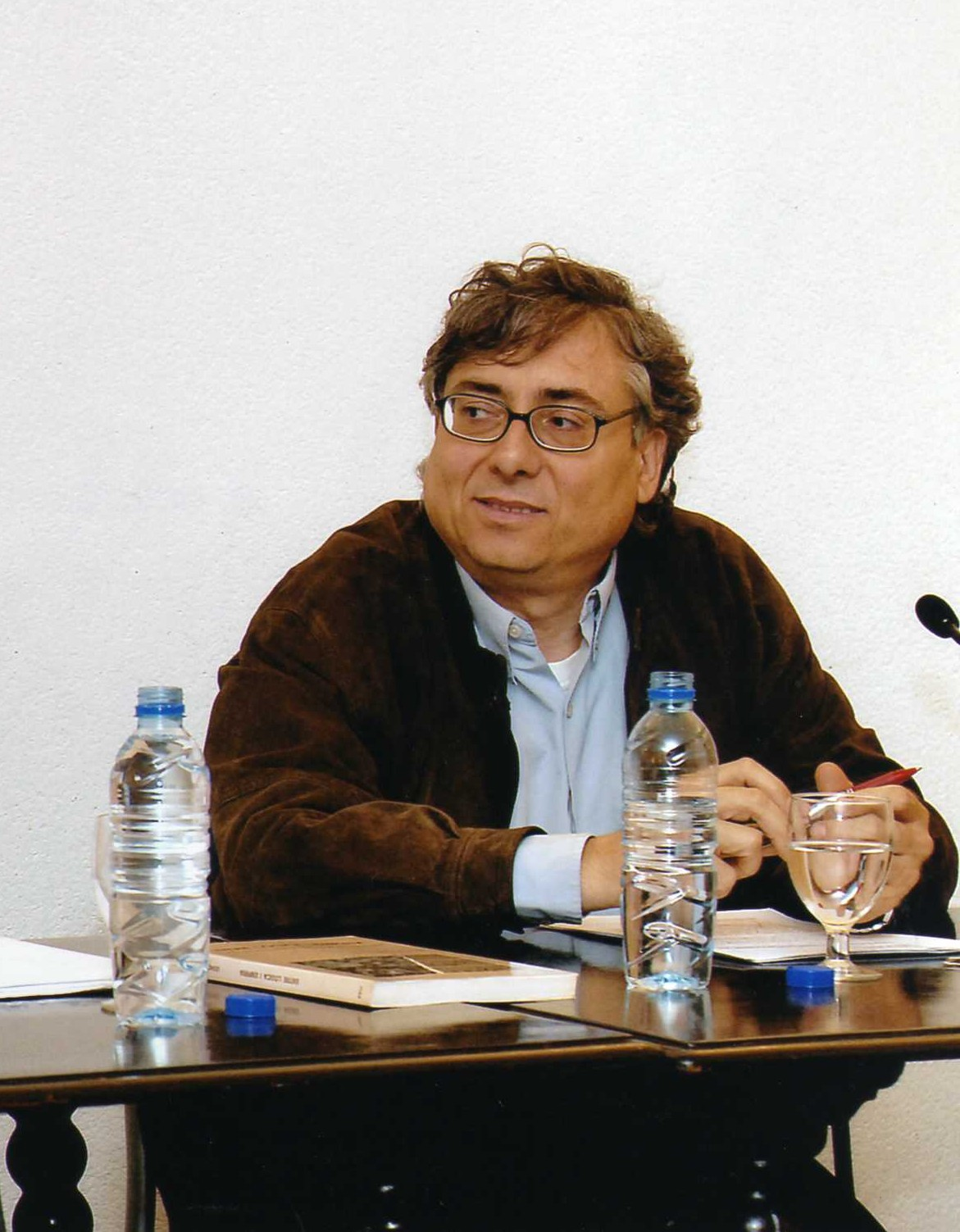
Gonçal Mayos

Gonçal Mayos Solsona (* 1957 in Vilanova de la Barca bei Lleida) ist ein spanischer und katalanischer Philosoph, Essayist und Professor an der Universität Barcelona.
Gonçal Mayos beschäftigt sich mit Nietzsche, Hegel, Herder, Kant, Descartes und D’Alembert und widmet sich dem Studium der großen modernen Bewegungen (Rationalismus, Aufklärung, Romantik, Philosophie des Verdachts) und deren Einfluss bis in die Postmoderne. Mayos prägte den Begriff „Makrophilosophie“, um seine umfassenden, langfristigen und interdisziplinären – philosophischen, epistemologischen, soziologischen und politischen – Analysen zu charakterisieren.
Er schrieb zahlreiche Bücher und Artikel, ist Direktor der OPEN-PHI (Open Network for Postdisciplinarity and Macrophilosophy), Mitglied der GIRCHE (Internationale Forschergruppe „Kultur, Geschichte und Staat“) und Vorsitzender des philosophischen Forums Liceu Joan Maragall de Filosofia im Ateneu von Barcelona.